# دياندري كين
دياندري كين (بالإنجليزية: DeAndre Kane)‏ مواليد 10 يونيو 1989 في بيتسبرغ، هو لاعب كرة سلة أمريكي. بدأ مسيرته الاحترافية في سنة 2014. يلعب في الدوري الإسرائيلي لكرة السلة مع مكابي تل أبيب لكرة السلة كلاعب هجوم خلفي. يحمل الرقم 2. يبلغ طوله 6 قدم 5 بوصة (2.0 م).

## المسيرة الاحترافية
لعب مع كرانسي أوكتيابر في الدوري الروسي في سنة 2014، ثم لعب مع راتيوفارم أولم في الدوري الألماني في سنة 2015، ثم لعب مع نيجني نوفغورود في الدوري الروسي في موسم 2016–2017، ثم لعب مع نادي إشبيلية لكرة السلة في الدوري الإسباني في سنة 2017.

## روابط خارجية
- دياندري كين على موقع الدوري الأوروبي لكرة السلة (الإنجليزية)
- دياندري كين على موقع الدوري الإسباني لكرة السلة (الإسبانية)
- دياندري كين على موقع كرة السلة الأوروبية.كوم (الإنجليزية)
- دياندري كين على موقع كلية كرة السلة في سبورتس رفرنس.كوم (الإنجليزية)
- دياندري كين على موقع ريلجم (الإنجليزية)
- دياندري كين على موقع بروبوليرز (الإنجليزية)
- دياندري كين على موقع سبورتس رفرنس (الإنجليزية)